# Strażnica WOP Leszna Górna

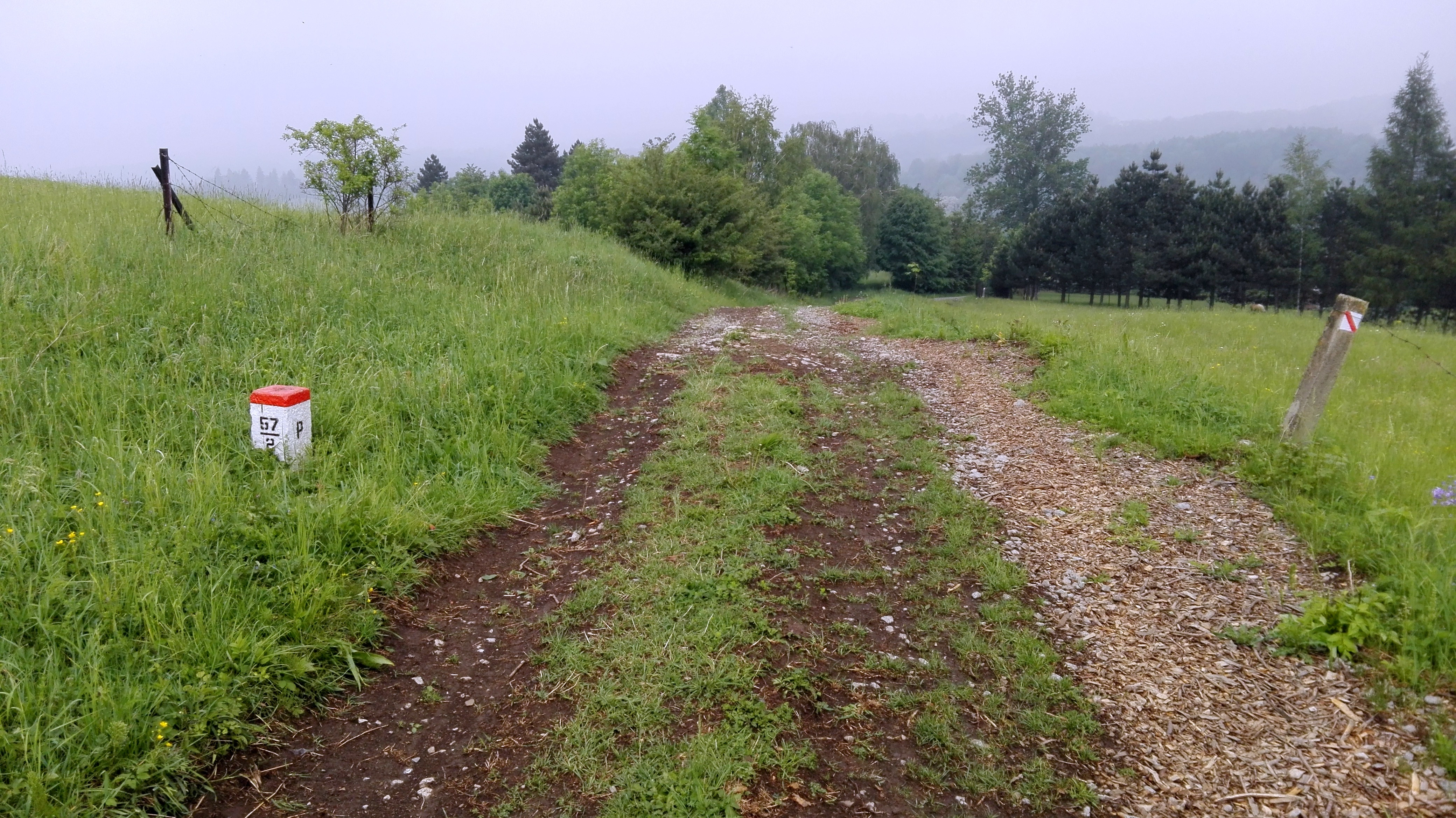
Granica polsko-czeska, Leszna Górna, ul. Miodowa – znak gran. nr 57/2 (maj 2018)

Strażnica Wojsk Ochrony Pogranicza Dzięgielów/Leszna Górna – nieistniejący obecnie podstawowy pododdział Wojsk Ochrony Pogranicza pełniący służbę graniczną na granicy polsko-czechosłowackiej.

Strażnica w Straży Granicznej w Lesznej Górnej – nieistniejąca obecnie graniczna jednostka organizacyjna Straży Granicznej realizująca zadania bezpośrednio w ochronie granicy państwowej z Czechosłowacją/Republiką Czeską.

## Formowanie i zmiany organizacyjne
Strażnica została sformowana po 1946 w strukturze 44 komendy odcinka Ustroń jako 203a strażnica WOP (Dzięgielów).
W związku z reorganizacją oddziałów WOP, 24 kwietnia 1948 strażnica została włączona w struktury 61 batalionowi Ochrony Pogranicza, a 1 stycznia 1951 41 batalionu WOP w Ustroniu.
15 marca 1954 wprowadzono nową numerację strażnic, a strażnica WOP Dzięgielów I kategorii otrzymała nr 209 w skali kraju. 
11 grudnia 1954 209 strażnicę WOP Dzięgielów Przeniesiono do nowych budynków we wsi Leszna Górna.
W 1957 rozformowano 41 batalion WOP Ustroń i strażnicę włączono w struktury 42 batalionu WOP w Cieszynie.
31 grudnia 1959 była jako 26 strażnica WOP III kategorii Leszna Górna.
1 stycznia 1964 była jako 27 strażnica WOP lądowa III kategorii Leszna Górna.
W 1976, w związku z przejściem na dwuszczeblowy system dowodzenia, strażnicę podporządkowano bezpośrednio pod sztab Górnośląskiej Brygady WOP w Gliwicach.
13 grudnia 1981 po wprowadzeniu stanu wojennego na terytorium kraju, dowódca GB WOP wewnętrznym rozkazem w miejscu stacjonowania poszczególnych batalionów, utworzył tzw. „wysunięte stanowiska dowodzenia” (zalążek przyszłych batalionów granicznych), którym podporządkował strażnice znajdujące się na odcinkach dawnych batalionów granicznych. Brygada wykonywała zadania ochrony granicy i bezpieczeństwa państwa wynikające z dekretu o wprowadzeniu stanu wojennego.
W 1983 Strażnica WOP Leszna Górna włączona została w struktury Jednostki WOP im. Ziemi Cieszyńskiej w Cieszynie, a od połowy 1984 utworzonego batalionu granicznego WOP Cieszyn, jako Strażnica WOP Lądowa rozwinięta kat. I w Lesznej Górnej.
Od 1989 stopniowo, po odejściu żołnierzy służby zasadniczej do rezerwy, strażnicę rozwiniętą przekształcano w strażnicę na czas „P” kadrową i funkcjonowała do 15 maja 1991. Żołnierze służby zasadniczej WOP z ostatnich poborów nadal pełnili służbę w strażnicy już po utworzeniu Straży Granicznej, równolegle z przyjętymi do służby kandydackiej funkcjonariuszami SG.
Straż Graniczna:

15 maja 1991 po rozwiązaniu Wojsk Ochrony Pogranicza, 16 maja 1991 trażnica w Lesznej Górnej przejęta została przez Beskidzki Oddział Straży Granicznej w Cieszynie i przyjęła nazwę Strażnica Straży Granicznej w Lesznej Górnej.
1 grudnia 1998 Decyzją nr 34 Komendanta Głównego Straży Granicznej z dnia 5 sierpnia 1998, Strażnica SG w Lesznej Górnej włączona została w struktury Śląskiego Oddziału Straży Granicznej w Raciborzu .
W 2000 rozpoczęła się reorganizacja struktur Straży Granicznej związana z przygotowaniem Polski do wstąpienia, do Unii Europejskiej i przystąpieniem do Traktatu z Schengen. Podczas restrukturyzacji wprowadzono kompleksową ochronę granicy już na najniższym szczeblu organizacyjnym tj. strażnica i graniczna placówka kontrolna. Wprowadzona całościowa ochrona granicy zniosła podział na graniczne jednostki organizacyjne ochraniające tylko tzw. „zieloną granicę” i prowadzące tylko kontrole ruchu granicznego. W wyniku tego, 2 stycznia 2003 nastąpiło zniesie Strażnicy SG w Lesznej Górnej.  Ochraniany przez strażnicę odcinek granicy państwowej przejęła Graniczna Placówka Kontrolna Straży Granicznej w Lesznej Górnej (GPK SG w Lesznej Górnej), a obiekt został przekazany gminie, następnie sprzedany osobie prywatnej.

## Ochrona granicy
Od 1947 na odcinku strażnicy WOP Leszna Górna funkcjonował PPK MRG, gdzie kontrolę graniczną i celną osób, towarów oraz środków transportu wykonywała załoga strażnicy:
- Przejściowy Punkt Kontrolny MRG Leszna Górna.

1 stycznia 1964, na ochranianym odcinku funkcjonowały przejścia graniczne małego ruchu granicznego (mrg), gdzie kontrolę graniczną i celną osób, towarów oraz środków transportu wykonywała załoga strażnicy:
- Leszna Górna-Horní Líštná
- Puńców-Kojkovice.

W 1959 26 strażnica WOP III kategorii Leszna Górna:
- Linia rozgraniczenia:

1. z placówką WOP nr 1 Poniwiec kategorii II: włącznie znak graniczny nr III/235 w kierunku północnym wyłącznie Cisownica, wyłącznie Kozakowice, dalej do południowego skraju jeziora Skoczów, Skoczów.

Do lutego 1976 Strażnica WOP Leszna Górna ochraniała odcinek granicy państwowej:
- Włącznie znak gran. nr III/249, wyłącznie znak gran. nr III/275.

W lutym 1976, odcinek strażnicy został wydłużony po przejęciu części odcinka granicy państwowej:
1. placówki WOP Poniwiec od znaku gran. nr III/249, włącznie do znaku gran. nr III/246.
2. strażnicy WOP Cieszyn, od znaku gran. nr III/275, wyłącznie do znaku gran. nr III/279.

Do 31 grudnia 1989, rozwinięta strażnica lądowa WOP Leszna Górna I kategorii, a od 10 kwietnia 1990 do 15 maja 1991 kadrowa Strażnica WOP Leszna Górna, ochraniała odcinek granicy państwowej:
- Włącznie znak gran. nr III/246, wyłącznie znak gran. nr III/279.
- W okresie zimowym pas śnieżny sprawdzany był minimum: na głównym kierunku dwukrotnie, na pozostałym raz w ciągu doby:

1. na korzyść Strażnicy WOP Cieszyn do znaku gran. nr III/280.

- Współdziałała w zabezpieczeniu granicy państwowej z:
  - Strażnice WOP w: Cieszynie i Poniwcu
  - Sekcja Zwiadu WOP w Cieszynie
- W ochronie granicy dowódcy strażnicy ściśle współpracowali ze swoimi odpowiednikami tj. naczelnikami placówek OSH (Ochrana Statnich Hranic) CSRS.

Straż Graniczna:

W latach 16 maja 1991–1 stycznia 2003, Strażnica SG w Lesznej Górnej ochraniała odcinek granicy państwowej:
- Włącznie znak gran. nr I/46, wyłącznie znak gran. nr I/79.
- W okresie zimowym pas śnieżny sprawdzany był:

1. na korzyść Strażnicy SG w Cieszynie (od 15 października 2002 GPK SG w Cieszynie) do znaku gran. nr I/80.

- Komendanci strażnicy/placówki współdziałali w zabezpieczeniu granicy państwowej z placówkami po stronie czeskiej cizinecké policie RCPP.

W 2000 na odcinku strażnicy została utworzona GPK SG w Lesznej Górnej, której załoga wykonywała kontrolę graniczną osób, towarów i środków transportu w przejściu granicznym:
- Leszna Górna-Horní Líštná.

## Wydarzenia
- 1956 – koniec czerwca, początek lipca w okresie tzw. „Wypadków poznańskich”, przy linii granicznej i w strefie działania, odnajdywano pakunki zawierające ulotki z tzw. „bibułą”, przytwierdzone do balonów leżących na ziemi[12]. W związku z masowością zjawiska, żołnierze otrzymali zezwolenie na użycie broni, celem zestrzelenia nisko przelatujących balonów (nawet jeśli znajdowały się na terytorium czechosłowackim, ale w zasięgu ognia – to samo czynili pogranicznicy czechosłowaccy)[13].
- 13 grudnia 1981-22 lipca 1983 – (Stan Wojenny w Polsce), normę służby granicznej dla żołnierzy podwyższono z 8 do 12 godzin na dobę. Ścisłą kontrolą objęto całą strefę nadgraniczną, zamknięte zostały szlaki turystyczne. W stan gotowości były postawione pododdziały odwodowe[14].

## Strażnice sąsiednie
- 203 strażnica WOP Polana ⇔ 204 strażnica WOP Punców – po 1946
- 208 strażnica WOP Poniwiec ⇔ 210 strażnica WOP Puńców – 1954
- 1 placówka WOP Poniwiec II kategorii ⇔ 25 strażnica WOP Cieszyn I kategorii – 01.01.1960
- 28 placówka WOP Poniwiec lądowa II kategorii ⇔ 26 strażnica WOP Cieszyn lądowa I kategorii – 01.01.1964
- Strażnica WOP Poniwiec I kategorii ⇔ Strażnica WOP Cieszyn I kategorii – do 09.04.1990
- Strażnica kadrowa WOP Poniwiec ⇔ Strażnica kadrowa WOP Cieszyn – 10.04.1990–15.05.1991

Straż Graniczna:
- Strażnica SG w Ustroniu-Poniwcu ⇔ Strażnica SG w Cieszynie – 16.05.1991–15.10.2002
- Strażnica SG w Ustroniu-Poniwcu ⇔ GPK SG w Cieszynie – 16.10.2002–01.01.2003.

## Dowódcy/komendanci strażnicy
- kpt. Julian Zawiślak[15]
- por./kpt. Bolesław Cader[16] (do 04.1966)
- kpt. Alojzy Dziambor[17] (od 04.1966)
- kpt./mjr Józef Sołyga (był w 1976[18]–09.03.1982)
- por./mjr Andrzej Wróbel[19] (10.03.1982–01.04.1991[i])[j]

Komendanci strażnicy SG:
- mjr SG/ppłk SG Andrzej Wróbel (02.04.1991–01.01.2003) – do rozformowania[k].